# Valerij Sablin
Valerij Michajlovič Sablin (in russo Вале́рий Миха́йлович Са́блин?; Leningrado, 1º gennaio 1939 – Mosca, 3 agosto 1976) è stato un militare sovietico.
Membro del PCUS, disilluso dalla corruzione e dalla stagnazione della dirigenza Brežnev, nel novembre 1975 guidò l'ammutinamento della fregata antisommergibile Storoževoj (in russo Сторожевой?, "guardia" o "sentinella"), nella speranza di dare inizio ad una rivoluzione politica di stampo leninista. L'ammutinamento fallì, e Sablin fu giustiziato per alto tradimento nove mesi dopo.
La storia dell'ammutinamento ispirò la trama del romanzo di Tom Clancy La grande fuga dell'Ottobre Rosso.

## Biografia

### Primi anni
Valerij Sablin nacque il 1º gennaio 1939, figlio di un ufficiale di Marina. Si diplomò all'Istituto Navale Frunze di Leningrado nel 1960 e prestò servizio nella Flotta del Nord. Sablin non ebbe mai paura di esprimere apertamente le sue opinioni; nel 1962, quando aveva 23 anni, scrisse una lettera a Nikita Chruščëv con la richiesta di "liberare il Partito Comunista dagli adulatori e dagli elementi corrotti", cosa che causò a Sablin un rimprovero dai suoi superiori.
Nel 1973 si laureò all'Accademia politico-militare Vladimir Lenin, e fu nominato commissario politico. Uno dei suoi colleghi avrebbe ricordato in seguito:

### L'ammutinamento
L'8 novembre 1975, il capitano di 3º rango Valerij Sablin sequestrò lo Storozhevoy, una fregata della classe Burevestnik dove prestava servizio come commissario politico, dopo aver confinato il capitano e gli altri ufficiali in uno sgabuzzino. Il piano di Sablin era quello di portare la nave dal golfo di Riga a nord nel golfo di Finlandia e a Leningrado, attraverso il fiume Neva, ormeggio del dimesso incrociatore Aurora (simbolo della rivoluzione russa), da dove avrebbe protestato per radio e televisione contro la presunta corruzione dilagante nel governo Brežnev e avrebbe denunciato che la rivoluzione e la patria erano in pericolo; che le autorità al potere erano coinvolte fino al collo nella corruzione, nella demagogia, nella corruzione e nella menzogna, e stavano portando il paese in un abisso; che gli ideali del comunismo erano stati scartati; e che c'era un urgente bisogno di far rivivere i principi leninisti di giustizia.
Prima della partenza verso Leningrado, un ufficiale fuggì dalla detenzione e chiese assistenza via radio. Quando lo Storozhevoy superò la foce del golfo di Riga, dieci bombardieri e aerei da ricognizione e tredici navi da guerra erano all'inseguimento, sparando una serie di colpi di avvertimento sulla prua. Diverse bombe furono sganciate davanti e dietro la nave, bersagliata anche dal fuoco dei cannoni. Il timone dello Storozhevoy venne danneggiato e alla fine fu fermata. Le navi inseguitrici si avvicinarono e la fregata fu abbordata da un commando della marina sovietica.
A quel punto, tuttavia, Sablin era stato già colpito al ginocchio e imprigionato dal suo stesso equipaggio, che aveva anche liberato il comandante e gli altri ufficiali prigionieri.
Messo di fronte alla corte marziale, Sablin fu accusato di tradimento e nel giugno 1976 fu dichiarato colpevole. Sebbene questo crimine di solito comportasse una pena detentiva di 15 anni, Sablin fu giustiziato il 3 agosto 1976. Il suo secondo in comando durante l'ammutinamento, il marinaio Aleksandr Šejn, ricevette una pena detentiva di otto anni. Gli altri ammutinati furono liberati ma disonorati e allontanati dalla marina sovietica.
Nel 1994, il Collegio Militare della Corte Suprema della Federazione Russa ha riesaminato le sentenze con possibilità di riabilitazione postuma. La corte ha però solo riabilitato parzialmente Sablin anziché scagionare completamente lui e Šejn (che a quel tempo aveva scontato la sua pena).

## Caccia a Ottobre Rosso
L'Unione Sovietica cercò fin da subito di nascondere quest'incidente, in particolare le sue finalità politiche e ideologiche, cercando di far passare il tutto come un tentativo di diserzione verso l'Occidente di un equipaggio sovietico.
Infatti, il golfo di Riga può essere lasciato verso nord solo attraverso uno stretto passaggio tra le isole estoni di Saaremaa e Hiiumaa e la terraferma. Una nave diretta a Leningrado da Riga, che però desidera evitare tale percorso, deve inizialmente dirigersi a ovest, verso l'isola svedese di Gotland. Sablin percorse questa rotta, il che diede l'impressione errata che la Storoževoj si stesse dirigendo verso la Svezia, o persino verso la Danimarca, membro della NATO, invece che a Leningrado.
Fino alla fine della guerra fredda, l'intelligence occidentale continuò a credere che l'equipaggio avesse pianificato di disertare.
Gregory D. Young fu il primo occidentale a indagare sull'ammutinamento come parte della sua tesi di laurea del 1982 "Mutiny on Storozhevoy: A Case Study of Dissent in the Soviet Navy", e più tardi nel libro "The Last Sentry" di Young e Nate Braden. La tesi, depositata negli archivi della United States Naval Academy, viene letta da Tom Clancy, il quale vi si ispira per scrivere il libro "La grande fuga dell'Ottobre Rosso" e dal quale ne deriverà il noto film del 1990 Caccia a Ottobre Rosso, diretto da John McTiernan.
Rispetto alla storia reale, il capitano Marko Ramius si rivolta contro il governo sovietico non per riportarlo sulla linea leninista, ma per vendicare l'uccisione della moglie. Il mezzo navale nella finzione non è una fregata anti-sottomarino ma il sottomarino Ottobre Rosso, il quale non viene dirottato verso l'Unione Sovietica ma verso le coste degli Stati Uniti d'America, in quanto Ramius intende consegnarlo agli statunitensi. Altre parti che non hanno attinenza con la realtà sono il personaggio del cuoco - agente del KGB e fedele al governo sovietico - intenzionato a far esplodere il sottomarino, con tutto l'equipaggio, per non farlo cadere in mani nemiche.

## Nella cultura popolare
Valerij Sablin è presente come personaggio giocabile nella mod The New Order: Last Days of Europe, per il gioco Hearts of Iron IV.